# 掛塚町
掛塚町（かけつかちょう）は、かつて静岡県長上郡・磐田郡に属していた町。
現在の磐田市南西部、天竜川左岸にあたる。もともと天竜川右岸の長上郡に属していたが、天竜川の流路の変更により左岸の磐田郡に所属郡が変更となった。

## 地理

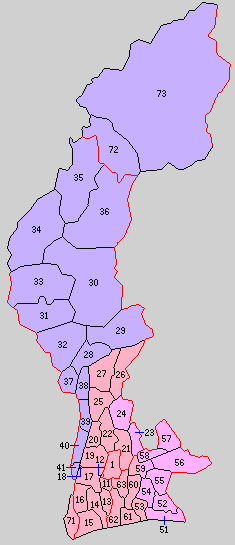
磐田地域の町村制施行時の町村。71が掛塚村。（15.豊田郡袖浦村 16.豊田郡十束村）

河川
- 天竜川

海洋
- 遠州灘（太平洋）

## 歴史
- 江戸時代 - 天竜川を下った材木は掛塚湊から江戸に運ばれ、掛塚の町は廻船業で繁栄した。廻船が帰路で持ち帰った伊豆石を用いた蔵が多数建設された。
- 1889年（明治22年）4月1日 - 町村制の施行により、掛塚村、十郎島村、白羽村、豊岡村、川袋村が合併して長上郡掛塚村が発足。
- 1896年（明治29年）4月1日 - 郡制の施行により所属郡が磐田郡に変更。
- 1896年（明治29年）6月29日 - 磐田郡掛塚村が町制施行して磐田郡掛塚町となる。
- 1955年（昭和30年）4月1日 - 十束村・袖浦村と合併して竜洋町が発足。同日掛塚町廃止。

## 行政

### 歴代町長
- 津倉亀作

## 交通
掛塚町に鉄道は通っていなかった。

### 道路
- 国道150号

## 名所・旧跡・観光スポット
- 貴船神社 - 掛塚まつりを開催する。
- 白羽神社
- 西光寺
- 龍泉寺 - 臨済宗の寺院。丘浅次郎の墓所がある。
- 旧掛塚郵便局 - 1935年（昭和10年）に建てられた郵便局舎。
- 平野又十郎の生家

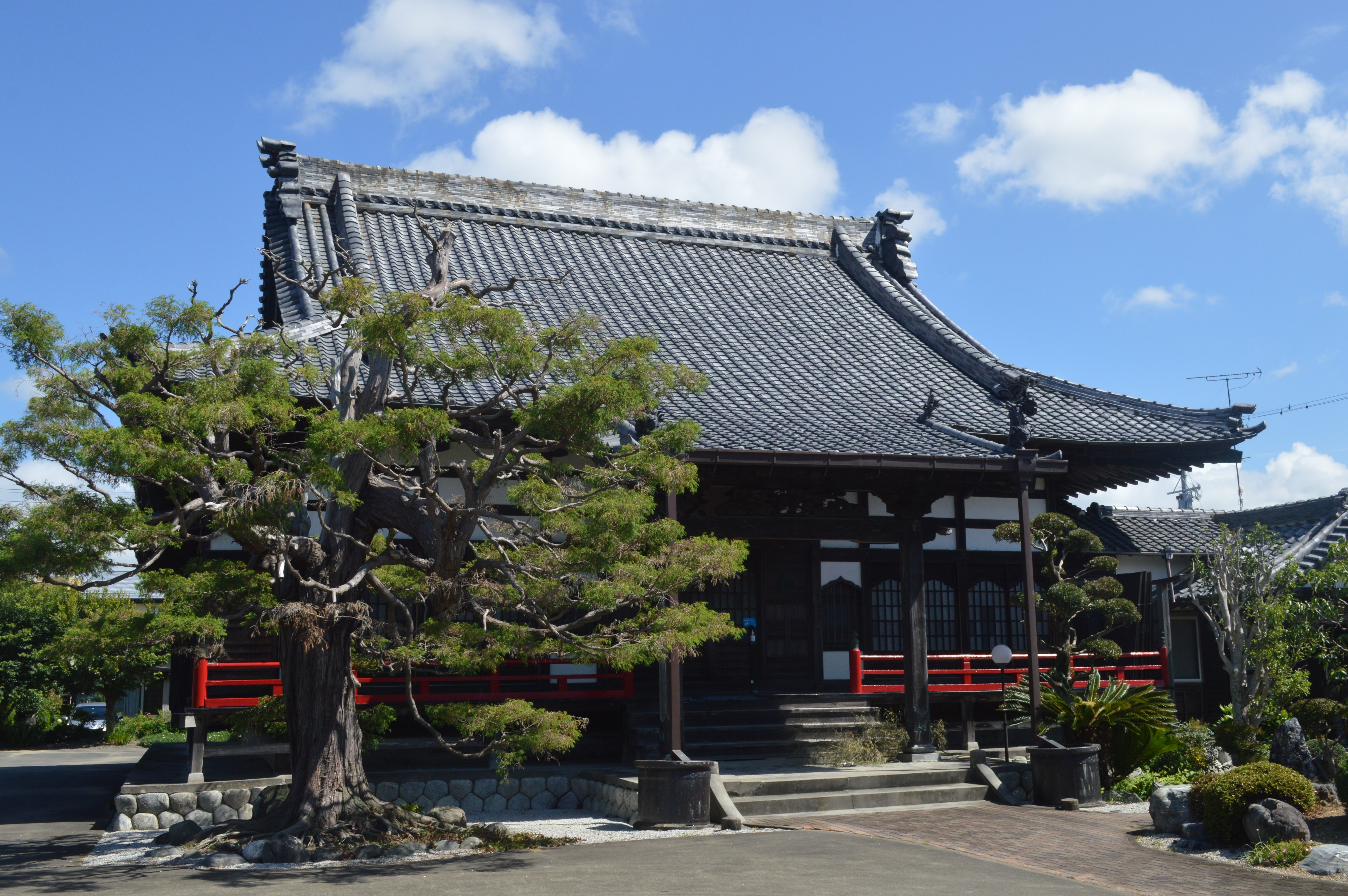
龍泉寺
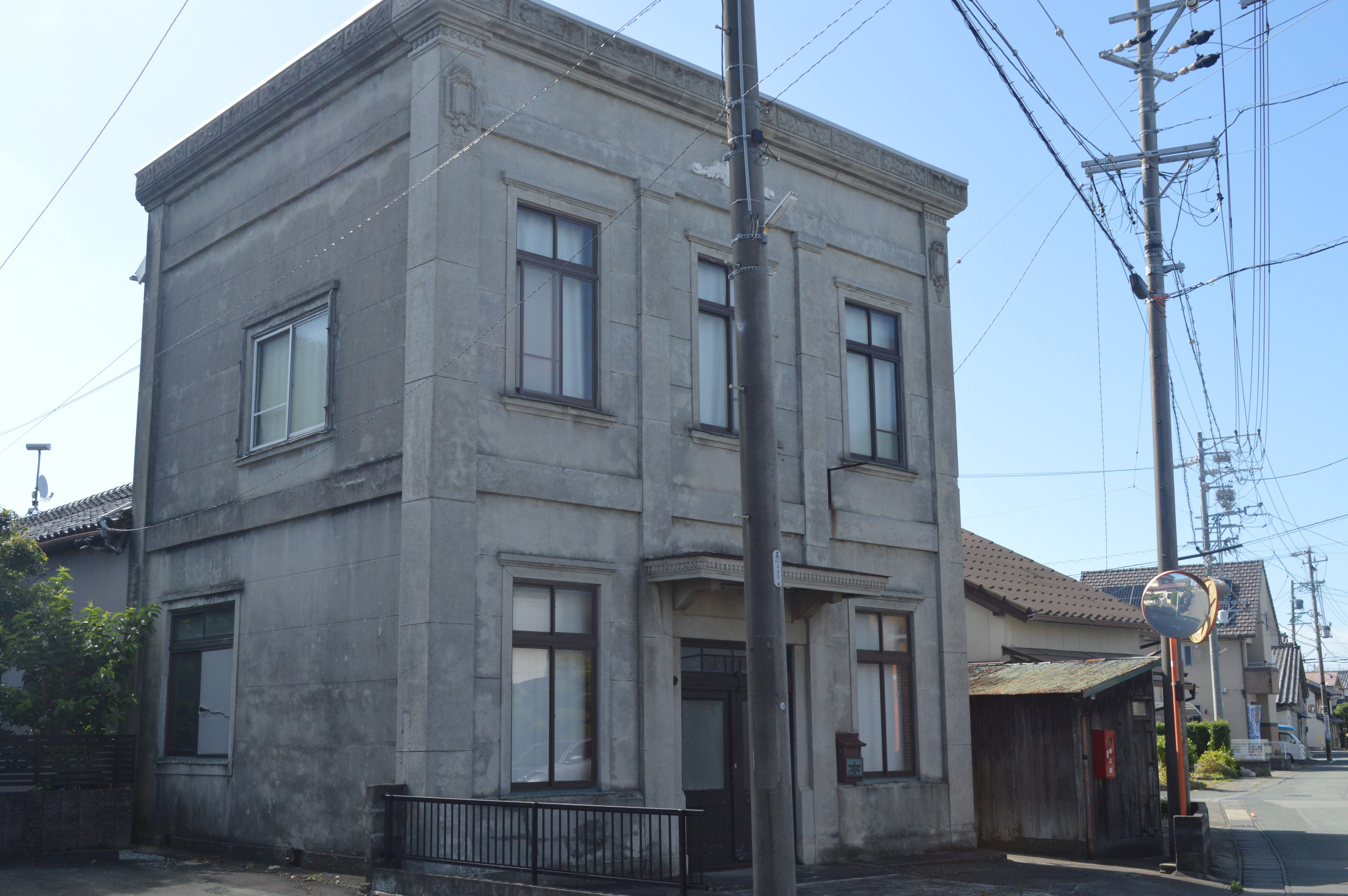
旧掛塚郵便局
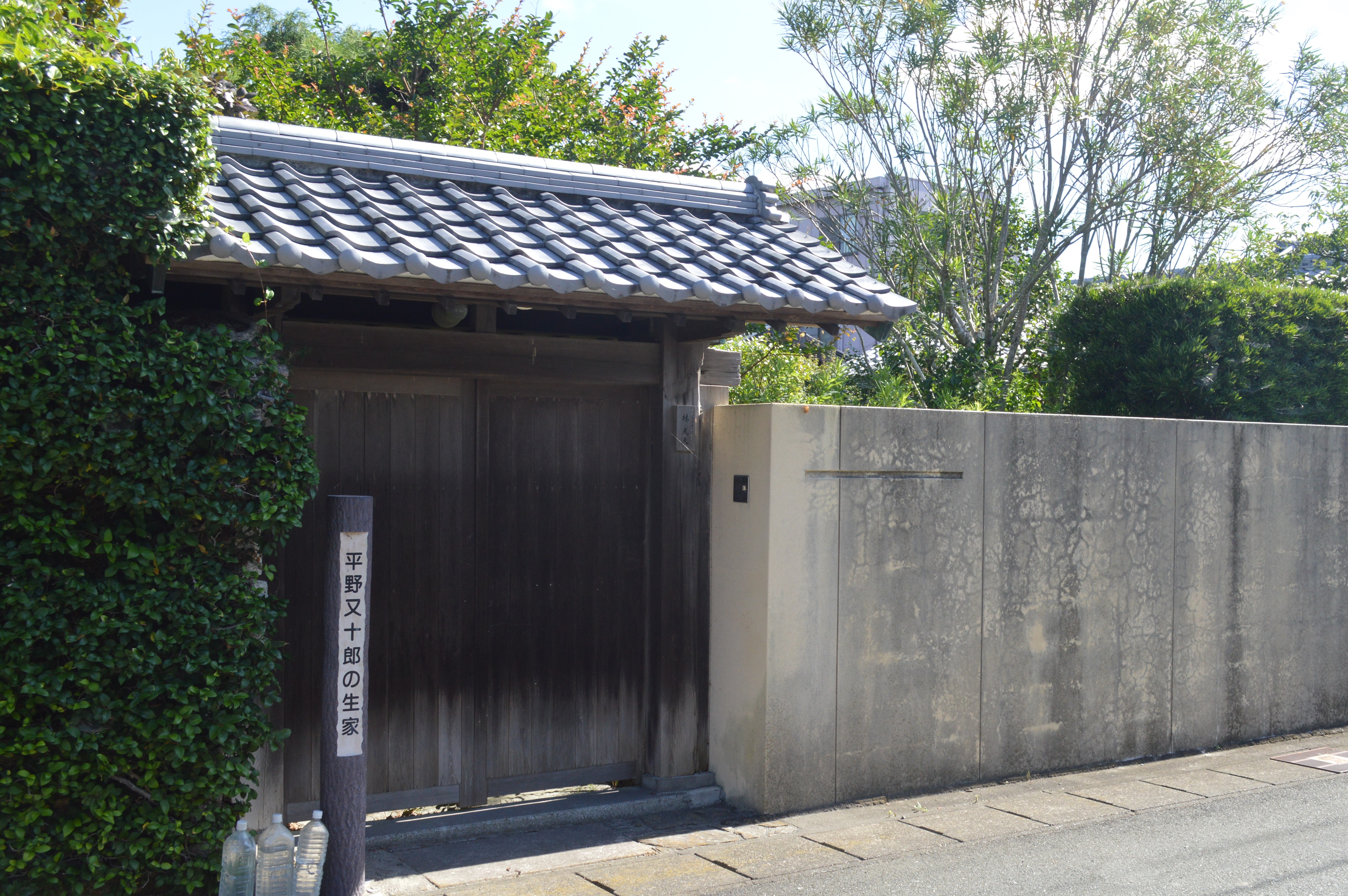
平野又十郎の生家
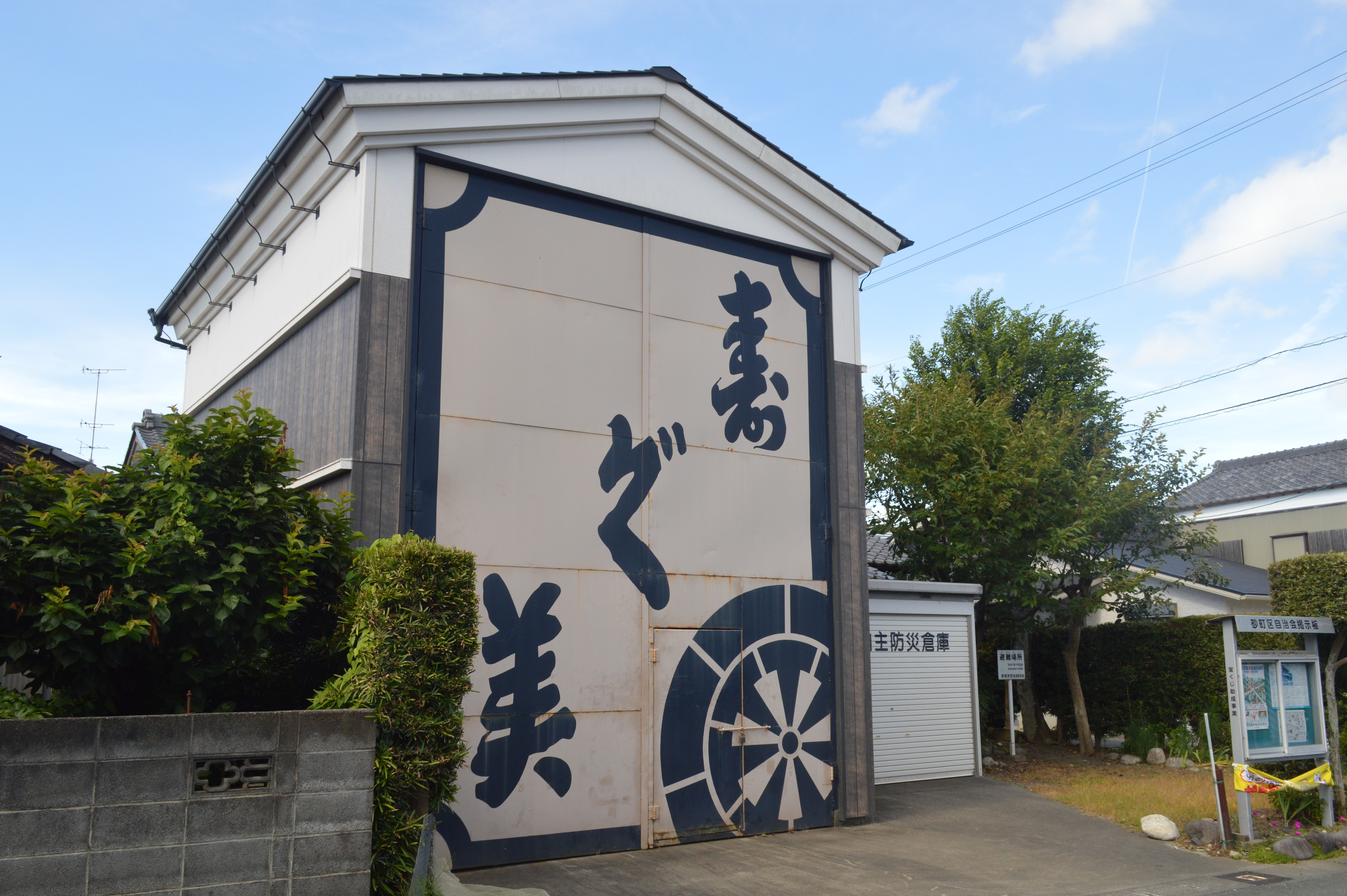
掛塚まつりの屋台蔵

## 祭事・催事

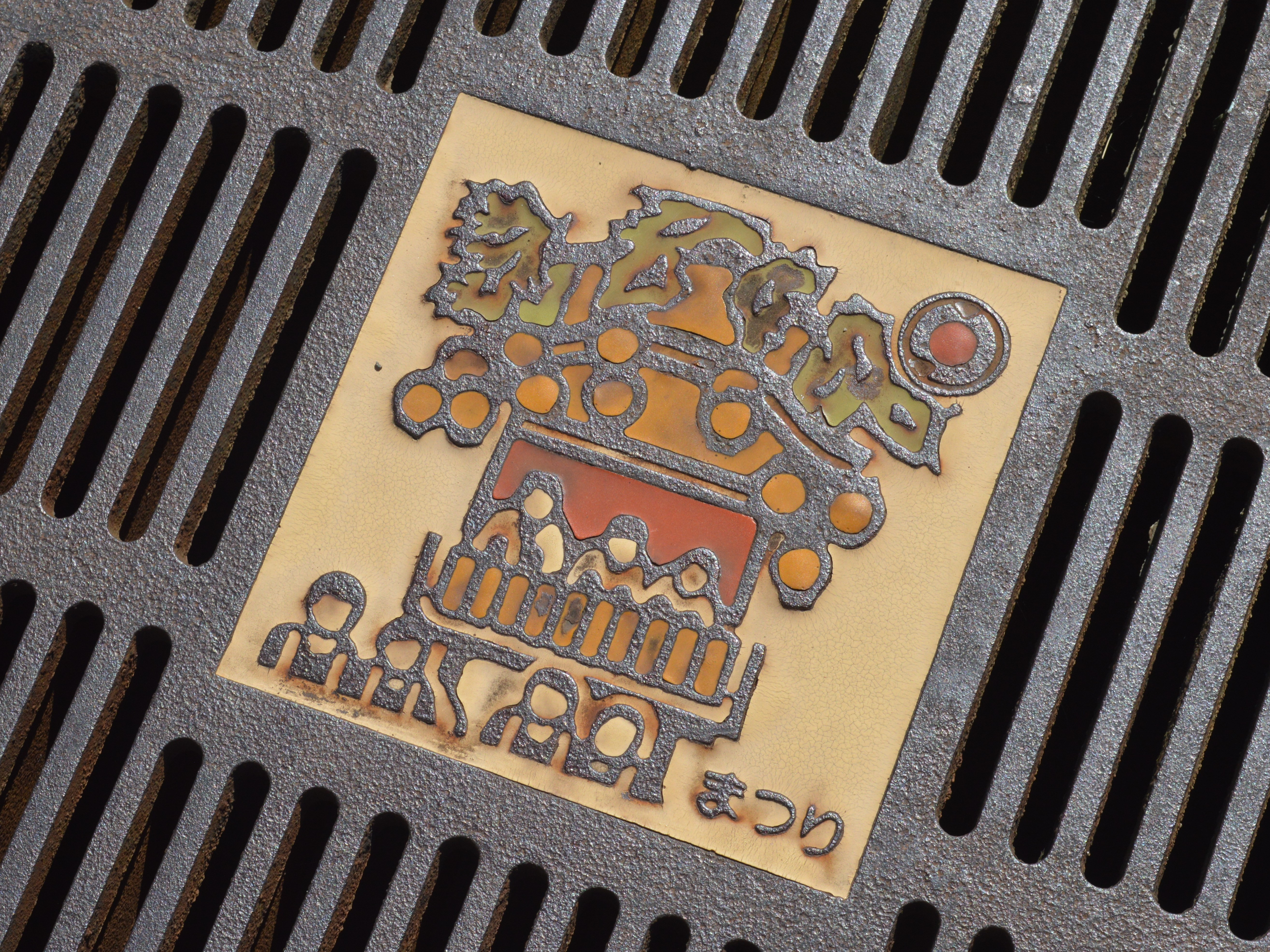
掛塚まつりが描かれたマンホール

- 掛塚まつり - 貴船神社の祭礼。9か町から豪華絢爛な屋台が曳き出される。

## 出身著名人
- 平野又十郎[1] - 銀行家